# Первин, Юрий Абрамович
Ю́рий Абра́мович Первин (11 марта 1935, Москва — 7 сентября 2021, Переславль-Залесский, Ярославская область) — советский и российский учёный в области информатики и педагогики, один из основателей советской школьной информатики. Кандидат технических наук (1969), доктор педагогических наук (1989), профессор (1994).

## Биография
- Окончил Горьковский университет по специальности: математик-вычислитель
- 1956 — написана первая программа Ю. А. Первина для ЭВМ.[2]
- 1957 — инженер Горьковского исследовательского физико-технического института (ГИФТИ) при ГГУ имени Н. И. Лобачевского.
- 1966 — кандидат технических наук (диссертация «Алгоритмизация некоторых задач конструирования деталей, узлов механизмов и машин»).[3]
- 1967 — старший научный сотрудник.[4]
- 1968 — член КПСС.[3]
- 1968—июнь 1973 — заведующий лабораторией, НИИ прикладной математики и кибернетики при ГГУ имени Н. И. Лобачевского.[5][6]
- ноябрь 1973 — старший научный сотрудник Новосибирского филиала Института точной механики и вычислительной техники АН СССР.[7]
- ноябрь 1976 — перевод из ИТМиВТ в Вычислительный центр Сибирского отделения АН СССР.[8]
- март 1977 — сотрудник ВЦ СО АН СССР.[3][4]
- сентябрь 1978 — сотрудник ВЦ СО АН СССР, руководитель группы школьной информатики в лаборатории экспериментальной информатики.[9]
- 1978 — ведущий разработчик автоматизированной информационной системы издательства газеты «Правда».[10]
- 1986—???? — лаборатория школьной информатики, Институт программных систем РАН.
- 1987 — Диссертация доктора педагогических наук «Обучение программированию и использование ЭВМ в системе компьютерной грамотности учащихся общеобразовательной школы».[11]
- с 1991 — Директор предприятия «Роботландия+».[12]
- Профессор Ярославского педуниверситета имени К. Д. Ушинского на кафедре теории и методики обучения информатике.[13]
- c 2004 — Профессор Российского государственного социального университета на кафедре социальной и педагогической информатики.[13]
- с 2005 года руководит Большим Московским семинаром по методике раннего обучения информатике.[14]
- Методист департамента образования Переславского муниципального округа Ярославской области.

Действительный член Международной академии информатизации (1995), РАЕН (1996) и Академии информатизации образования (2010). Член Ярославского областного комитета КПРФ. Член Президентского совета Ассоциации друзей Франции.
Женат, пятеро детей.

## Научные достижения

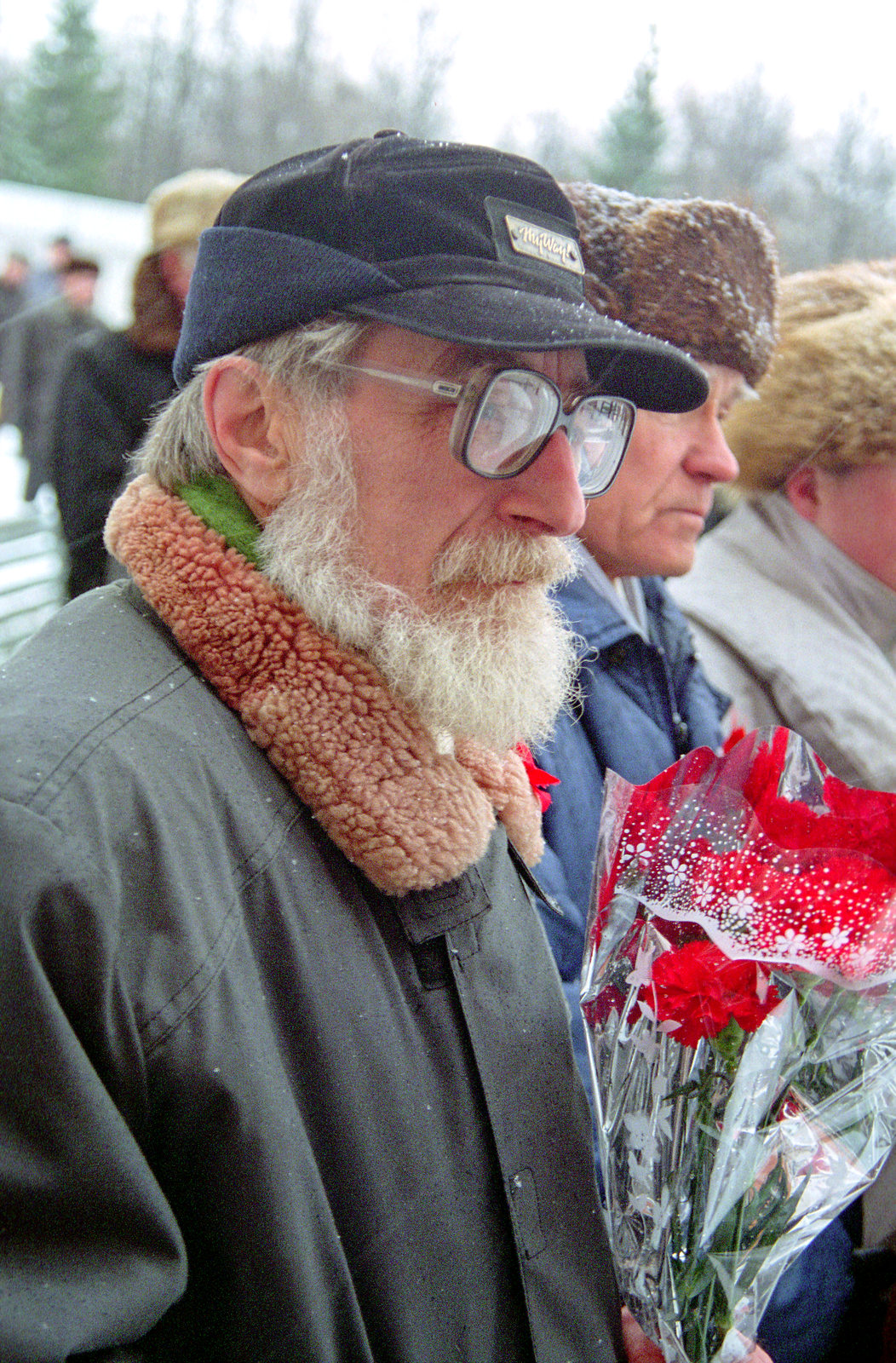
Юрий Абрамович Первин в 1997 году

- Участвовал в разработке ГОСТ на язык КОБОЛ.[3]
- С 1979 года вёл рубрику «Искусство программирования» в журнале «Квант» (с 9 номера за 1979 год).[16]
- Был директором Всесоюзных летних школ юных программистов.[16]
- В 1981 году организовал Всесоюзную заочную школу программирования.[16]
- Автор нескольких сотен научных публикаций.[17]

Многолетней заботой Юрия Абрамовича Первина была постановка курса информатики в педагогических вузах. Работая с добрым десятком вузов, Первин добился лучших результатов в Барнаульском институте и Самарском государственном педагогическом университете.

## Награды
- Бронзовая медаль ВДНХ 1974 года за книгу: Первин, Ю. А. Планирование мелкосерийного производства в АСУП (математическое и информационное обеспечение) / Ю. А. Первин, В. М. Португал, А. И. Семёнов. — М.: Наука, 1973.[18]

## Дополнительно
- Первин о ВЦ СО АН СССР Архивная копия от 4 марта 2016 на Wayback Machine
- Интернет-встреча с Первиным
- Страница на сайте Фотоархив СО РАН Архивная копия от 26 октября 2016 на Wayback Machine